# Mesa del Centro
La Mesa del Centro o Mesa Central —antiguamente conocida como el altiplano central o altiplanicie mexicana, que se desecharon en el ámbito científico porque generan ambigüedad pero se siguen usando coloquialmente— es una región natural que conforma la parte central de México. Se encuentra comprendida entre las Sierras Madres Occidental y Oriental, y limita al sur con el Eje Neovolcánico.[cita requerida]

## Descripción
La Mesa del Centro abarca parte de los territorios de los estados de Jalisco, Durango, Zacatecas, San Luis Potosí, Aguascalientes, Guanajuato y Querétaro. Fisiográficamente es una meseta mayormente plana, con una altitud promedio entre los 1700 y 2300 metros sobre el nivel del mar.
Aproximadamente a la altura del trópico de Cáncer, la planicie de la meseta es interrumpida por un sistema de pequeñas cadenas montañosas llamadas «sierras transversales», porque recorren el altiplano de este a oeste. Entre ellas hay que señalar la sierra de Zacatecas, la sierra de la Breña y la sierra de San Luis. La mayor altitud la alcanza la sierra de Guanajuato, cuyas cumbres rebasan los 2500 m s. n. m. Estas sierras transversales conforman el límite meridional de la Mesa.
La Mesa del Centro está mayormente desprovista de grandes ríos. Algunos de los arroyos del sur de la Mesa alimentan las cuencas del río Lerma-Santiago o el río Pánuco, mientras que en la parte septentrional de la Mesa existen cuencas endorreicas que son embalsadas para su uso y consumo humano.
La presencia de las altas cordilleras a los costados de la Mesa del Centro es un factor determinante de su clima. La Mesa se localiza en una doble sombra orográfica; así, se produce un efecto Föhn que limita la precipitación. Las temperaturas se encuentran moderadas por la altitud, por lo que el clima no es tan cálido, sino más bien semiseco templado. A causa de esto, los ecosistemas dominantes son el pastizal, el matorral xerófilo y el mezquital.